# Theo Wharton
Theo Wharton (Cwmbran, 15 novembre 1994) è un calciatore gallese naturalizzato nevisiano, centrocampista del Llanelli Town e della nazionale nevisiana.

## Carriera

### Club
Ha giocato nella prima divisione gallese e tra la quinta e la sesta divisione inglese.

### Nazionale
Dopo aver rappresentato le nazionali giovanili gallesi, nel 2016 ha esordito con la nazionale nevisiana.

## Statistiche

### Cronologia presenze e reti in nazionale
| Cronologia completa delle presenze e delle reti in nazionale ― Saint Kitts e Nevis | Cronologia completa delle presenze e delle reti in nazionale ― Saint Kitts e Nevis | Cronologia completa delle presenze e delle reti in nazionale ― Saint Kitts e Nevis | Cronologia completa delle presenze e delle reti in nazionale ― Saint Kitts e Nevis | Cronologia completa delle presenze e delle reti in nazionale ― Saint Kitts e Nevis | Cronologia completa delle presenze e delle reti in nazionale ― Saint Kitts e Nevis | Cronologia completa delle presenze e delle reti in nazionale ― Saint Kitts e Nevis | Cronologia completa delle presenze e delle reti in nazionale ― Saint Kitts e Nevis |
| Data                                                                               | Città                                                                              | In casa                                                                            | Risultato                                                                          | Ospiti                                                                             | Competizione                                                                       | Reti                                                                               | Note                                                                               |
| ---------------------------------------------------------------------------------- | ---------------------------------------------------------------------------------- | ---------------------------------------------------------------------------------- | ---------------------------------------------------------------------------------- | ---------------------------------------------------------------------------------- | ---------------------------------------------------------------------------------- | ---------------------------------------------------------------------------------- | ---------------------------------------------------------------------------------- |
| 14-10-2018                                                                         | The Valley                                                                         | Saint-Martin                                                                       | 0 – 10                                                                             | Saint Kitts e Nevis                                                                | CONCACAF Nations League 2019-2020 - Qualificazioni                                 | 2                                                                                  |                                                                                    |
| Totale                                                                             |                                                                                    | Presenze                                                                           | 1                                                                                  |                                                                                    | Reti                                                                               | 2                                                                                  |                                                                                    |